# Fireside
Fireside is een Zweedse band die in het begin van de jaren 90 ontstaan is. De muziek van Fireside is te omschrijven als punkrock of, wellicht iets meer van toepassing, hardcorerock. 
Hun gedurige evolutie doorheen verschillende alternatieve muziekstijlen is echter een van hun belangrijkste kenmerken. Op hun debuut Fantastic Four (1994; geremasterd en heruitgegeven in 1999) klinken de Zweden nog rauw, rechttoe rechtaan, zuiver-krachtig. Opvolgers Do Not Tailgate (1995) en Uomini D'onore (1997) bevatten beide meer dan één moment van gevoeligheid. Het geprezen album Elite (2000) is een caleidoscoop, een maalstroom, maar bovenal een onvergetelijke verzameling inventieve en mooie muziek. De recentste plaat van Fireside, Get Shot (2003), grijpt terug naar het verleden van 'Fantastic Four', maar is in zijn rauwheid zo melodieus en vernieuwend dat de groep haar kameleontisch voortrekkersimago opnieuw alle eer aandoet.
In december 2016 geeft de band na jaren van inactiviteit opnieuw twee exclusieve optredens in thuisland Zweden.